# F-구역

f-오비탈(f-block)은 바닥 상태에서 가장 높은 에너지의 전자가 f-궤도에 있는 원소들로 이루어진 족들이다. 란타넘족과 악티늄족이 있다.

## 같이 보기
- 구역 (주기율표)
- 전자 배열